# Pulcharopa plesa
Pulcharopa plesa är en snäckart som beskrevs av Tom Iredale 1944. Pulcharopa plesa ingår i släktet Pulcharopa och familjen Charopidae. Inga underarter finns listade i Catalogue of Life.